# Видин (община)
Вижте пояснителната страница за други значения на Видин.
Община Видин e община в Северозападна България и е една от съставните общини на област Видин. Общинският център е град Видин.

## География

### Географско положение, граници, големина
Общината е разположена в североизточната част на област Видин. С площта си от 512,932 km2 е най-голямата сред 11-те общините на областта, което съставлява 16,79% от територията на областта. Границите ѝ са следните:
- на изток – Румъния;
- на юг – община Димово;
- на запад – община Грамада и община Кула;
- на северозапад – община Бойница
- на север – община Брегово и община Ново село.

### Релеф, води
Релефът на общината е предимно равнинен и слабо хълмист. Територията ѝ попада в най-северозападната част на Западната Дунавска равнина. По-голямата, източна част се заема от обширната и равна Видинска низина (224 km2) и тук, югоизточно от с. Ботево, на брега на река Дунав се намира най-ниската ѝ точка – 28 m н.в. Останалите периферни части на общината са със слабо хълмист релеф, с дълбоко всечените долини на десните притоци на Дунав. Най-високата ѝ точка е връх Алботин (251 m), разполоен в най-северозападната ѝ част, северно от Алботинския скален манастир.
Основна водна артерия в община Видин е участък от река Дунав на протежение от 48 km – от km 773 до km 821 (километрите се броят от устието на реката). От север на юг като десни притоци на Дунав се редуват долните течения на реките Тополовец (с левия си приток Делейнска река), Войнишка река и Видбол. В хълмистите части на общината те протичат в дълбоки долини, а при навлизането си във Видинската низина долините им стават широки и полегати, наклонът им е минимален, а течението бавно и мудно.

## Населени места
Общината има 34 населени места с общо население 47 847 жители по преброяването от 7 септември 2021 г.
| Населено място (старо име)                                              | Преброяване (от септември 2021) | По настоящ адрес (ГРАО от 15 септември 2024) | Площ (km²)                | Гъстота (д/km²) | Надморска височина (м) |
| ----------------------------------------------------------------------- | ------------------------------- | -------------------------------------------- | ------------------------- | --------------- | ---------------------- |
| Акациево (Раяновци)                                                     | 82                              | 70                                           | 3,486                     | 20.08           | 44                     |
| Антимово (Шеф)                                                          | 466                             | 482                                          | 11,962                    | 40.29           | 40                     |
| Бела Рада                                                               | 407                             | 437                                          | 25,569                    | 17.09           | 113                    |
| Ботево (Сабри паша кьой, Ботьово)                                       | 54                              | 55                                           | 4,937                     | 11.14           | 36                     |
| Буковец                                                                 | 610                             | 602                                          | 18,152                    | 33.16           | 63                     |
| Видин                                                                   | 35784                           | 44036                                        | 63,218                    | 696.57          | 37                     |
| Войница                                                                 | 51                              | 69                                           | 14,199                    | 4.86            | 208                    |
| Въртоп                                                                  | 67                              | 41                                           | 14,213                    | 2.88            | 209                    |
| Гайтанци                                                                | 95                              | 43                                           | 13,716                    | 3.14            | 192                    |
| Генерал Мариново (Мусумане)                                             | 93                              | 124                                          | 7,077                     | 17.52           | 76                     |
| Гомотарци (Евдокия)                                                     | 536                             | 551                                          | 23,016                    | 23.94           | 57                     |
| Градец (Гърци)                                                          | 1103                            | 1209                                         | 43,56                     | 27.75           | 58                     |
| Динковица                                                               | 119                             | 127                                          | 7,702                     | 16.49           | 96                     |
| Долни Бошняк                                                            | 51                              | 51                                           | 5,301                     | 9.62            | 102                    |
| Дружба (Молалия, Свети Петър)                                           | 165                             | 145                                          | 13,952                    | 10.39           | 110                    |
| Дунавци                                                                 | 1755                            | 2377                                         | 31,005                    | 76.67           | 56                     |
| Жеглица                                                                 | 143                             | 164                                          | 10,766                    | 15.23           | 138                    |
| Ивановци                                                                | 91                              | 74                                           | 6,75                      | 10.96           | 201                    |
| Иново                                                                   | 634                             | 643                                          | 20,082                    | 32.02           | 52                     |
| Каленик                                                                 | 188                             | 210                                          | 11,631                    | 18.06           | 223                    |
| Капитановци                                                             | 816                             | 853                                          | 13,769                    | 61.95           | 43                     |
| Кошава                                                                  | 285                             | 358                                          | 12,618                    | 28.37           | 38                     |
| Кутово                                                                  | 591                             | 696                                          | 21,57                     | 32.27           | 40                     |
| Майор Узуново (Халваджии)                                               | 213                             | 249                                          | 9,848                     | 25.28           | 92                     |
| Новоселци                                                               | 855                             | 901                                          | в землището на град Видин | -               | 35                     |
| Пешаково (Гюзелия)                                                      | 98                              | 82                                           | 7,157                     | 11.46           | 87                     |
| Плакудер                                                                | 62                              | 84                                           | 6,642                     | 12.65           | 161                    |
| Покрайна (Кирим бег, Цар Борисово)                                      | 1008                            | 1086                                         | 14,91                     | 72.84           | 39                     |
| Рупци                                                                   | 174                             | 131                                          | 8,368                     | 15.65           | 48                     |
| Синаговци                                                               | 331                             | 341                                          | 23,793                    | 14.33           | 92                     |
| Слана бара (Татарджик)                                                  | 324                             | 343                                          | 11,739                    | 29.22           | 36                     |
| Сланотрън                                                               | 377                             | 439                                          | 15,991                    | 27.45           | 38                     |
| Търняне                                                                 | 122                             | 113                                          | 4,901                     | 23.06           | 62                     |
| Цар Симеоново (Глотинци, Симеоново)                                     | 97                              | 77                                           | 11,332                    | 6.79            | 37                     |
| Общо за общината:                                                       | 47847                           | 57263                                        | 512,932                   | 111.64          |                        |
| Населените места с кмет са със зелен фон, а тези без кметство – с жълт. |                                 |                                              |                           |                 |                        |

### Административно-териториални промени
- през 1879 г. – с. Сабри паша кьой е преименувано на с. Ботьово от населението без административен акт;
- Височайши доклад № 5390/обн. 1 юли 1882 г. – преименува с. Глотинци на с. Цар Симеоново;
- Височайши доклад № 1251/обн. 7 март 1883 г. – преименува с. Назърска махала на с. Гурково;
- МЗ № 2820/обн. 14 август 1934 г. – преименува с. Шеф на с. Антимово;

– преименува с. Мусумане на с. Генерал Мариново;
– преименува с. Гърци на с. Градец;
– преименува с. Гомотарци на с. Евдокия;
– преименува с. Халваджии на с. Майор Узуново;
– преименува с. Фусовица на с. Михалаки Георгиево;
– преименува с. Гюзелия на с. Пешаково;
– преименува с. Молалия на с. Свети Петър;
– преименува с. Татарджик на с. Слана бара;
– преименува с. Кирим бег на с. Цар Борисово;
- МЗ № 2604/обн. 28 май 1947 г. – възстановява старото име на с. Евдокия на с. Гомотарци;
- Указ № 334/обн. 13 юли 1951 г. – преименува с. Цар Борисово на с. Покрайна;
- указ № 317/обн. 13 декември 1955 г. – заличава селата Видбол и Гурково и ги обединява в едно населено място с. Дунавци;
- през 1956 г. – осъвременено е името на с. Ботьово на с. Ботево без административен акт;
- указ № 582/обн. 29 декември 1959 г. – заличава с. Михалаки Георгиево и го присъединява като квартал на с. Синаговци;

– заличава с. Смърдан и го присъединява като квартал на с. Иново;
- Указ № 381/обн. 25 октомври 1960 г. – преименува с. Раяновци на с. Акациево;
- указ № 519/обн. 26 декември 1961 г. – заличава селата Антимово и Кутово и ги обединява в едно населено място с. Златен рог;
- Указ № 466/обн. 28 август 1964 г. – преименува с. Свети Петър на с. Дружба;
- Указ № 546/обн. 15 септември 1964 г. – признава с. Дунавци за с.гр.т. Дунавци;
- Указ № 960/обн. 4 януари 1966 г. – преименува с. Цар Симеоново на с. Симеоново;
- Указ № 1942/обн. 17 септември 1974 г. – признава с.гр.т. Дунавци за гр. Дунавци;
- Указ № 1580/обн. 22 май 1987 г. – заличава с. Новоселци и го присъединява като квартал на гр. Видин;
- Указ № 3005/обн. ДВ бр. 78/9 октомври 1987 г. – закрива община Дунавци и присъединява гр. Дунавци и селата Ботево, Буковец, Въртоп, Гайтанци, Жеглица, Ивановци, Симеоново, Синаговци и Търняне и техните землища към община Видин;
- Указ № 250/обн. 22 август 1991 г. – заличава с. Златен рог и го разделя на две нови населени места – с. Антимово и с. Кутово;
- Указ № 231/обн. 22 октомври 1993 г. – възстановява старото име на с. Симеоново на с. Цар Симеоново;
- Указ № 187/обн. Дв бр. 63/1 август 2000 г. – отделя кв. Новоселци от гр. Видин и го признава за отделно населено място – с. Новоселци;
- Указ № 64/обн. 6 април 2001 г. – отделя с. Каленик и землището му от община Кула и го присъединява към община Видин.

## Население
| Община Видин                                  | Община Видин | Община Видин | Община Видин | Община Видин | Община Видин | Община Видин | Община Видин | Община Видин | Община Видин | Община Видин | Община Видин |
| --------------------------------------------- | ------------ | ------------ | ------------ | ------------ | ------------ | ------------ | ------------ | ------------ | ------------ | ------------ | ------------ |
| Година                                        | 1934         | 1946         | 1956         | 1965         | 1975         | 1985         | 1992         | 2001         | 2011         | 2021         |              |
| Население                                     | 55071        | 56078        | 60298        | 67213        | 82484        | 87202        | 85974        | 77480        | 63257        | 47847        |              |
| Източници: Национален Статистически Институт, |              |              |              |              |              |              |              |              |              |              |              |

### Население по възраст
| Население по възрастови групи към септември 2021 година | Население по възрастови групи към септември 2021 година | Население по възрастови групи към септември 2021 година | Население по възрастови групи към септември 2021 година | Население по възрастови групи към септември 2021 година | Население по възрастови групи към септември 2021 година | Население по възрастови групи към септември 2021 година | Население по възрастови групи към септември 2021 година | Население по възрастови групи към септември 2021 година | Население по възрастови групи към септември 2021 година | Население по възрастови групи към септември 2021 година | Население по възрастови групи към септември 2021 година | Население по възрастови групи към септември 2021 година | Население по възрастови групи към септември 2021 година | Население по възрастови групи към септември 2021 година | Население по възрастови групи към септември 2021 година | Население по възрастови групи към септември 2021 година | Население по възрастови групи към септември 2021 година | Население по възрастови групи към септември 2021 година |
| ------------------------------------------------------- | ------------------------------------------------------- | ------------------------------------------------------- | ------------------------------------------------------- | ------------------------------------------------------- | ------------------------------------------------------- | ------------------------------------------------------- | ------------------------------------------------------- | ------------------------------------------------------- | ------------------------------------------------------- | ------------------------------------------------------- | ------------------------------------------------------- | ------------------------------------------------------- | ------------------------------------------------------- | ------------------------------------------------------- | ------------------------------------------------------- | ------------------------------------------------------- | ------------------------------------------------------- | ------------------------------------------------------- |
| Общо                                                    | 0 – 4                                                   | 5 – 9                                                   | 10 – 14                                                 | 15 – 19                                                 | 20 – 24                                                 | 25 – 29                                                 | 30 – 34                                                 | 35 – 39                                                 | 40 – 44                                                 | 45 – 49                                                 | 50 – 54                                                 | 55 – 59                                                 | 60 – 64                                                 | 65 – 69                                                 | 70 – 74                                                 | 75 – 79                                                 | 80 – 84                                                 | 85+                                                     |
| 47847                                                   | 1500                                                    | 1799                                                    | 2146                                                    | 2125                                                    | 1687                                                    | 1731                                                    | 2234                                                    | 2699                                                    | 3201                                                    | 3917                                                    | 4040                                                    | 3532                                                    | 3514                                                    | 3943                                                    | 4230                                                    | 2908                                                    | 1515                                                    | 1126                                                    |

### Етнически състав
| Етноси в община Видин (2011) | Етноси в община Видин (2011) | Етноси в община Видин (2011) | Етноси в община Видин (2011) | Етноси в община Видин (2011) |
| ---------------------------- | ---------------------------- | ---------------------------- | ---------------------------- | ---------------------------- |
| Етническа група              |                              |                              | процент                      |                              |
| българи                      | българи                      |                              | 92.40%                       | 92.40%                       |
| цигани                       | цигани                       |                              | 6.36%                        | 6.36%                        |
| турци                        | турци                        |                              | 0.11%                        | 0.11%                        |
| други и неопределени         | други и неопределени         |                              | 1.13%                        | 1.13%                        |

По етническа група от общо 59032 самоопределили се (към 2011 година):
- българи: 54546
- турци: 66
- цигани: 3753
- други: 322
- неопределени: 345

## Политика
- 2019 – Цветан Петров Ценков (Местна коалиция СДС, НДСВ, Нова алтернатива, ЗНС, БЗНС, БДСР) печели на втори тур с 58,29% срещу Огнян Кирилов Ценков (ГЕРБ) с 39,49%.
- 2015 – Огнян Кирилов Ценков (ГЕРБ) печели на втори тур с 55,06% срещу Росица Любенова Кирова (Коалиция Единни за промяна) с
- 2011 – Герго Гергов (БСП, ЗСАС) печели на втори тур с 53,26% срещу Владимир Тошев (ГЕРБ)
- 2007 – Румен Видов (ГЕРБ) печели на втори тур с 65% срещу Иван Ценов (Коалиция „ЗА ВИДИН“)
- 2003 – Иван Ценов (Всички за Видин) печели на втори тур с 52% срещу Добромир Тодоров (БСП, ПД Социалдемократи, ОБТ, БЗС Александър Стамболийски).
- 1999 – Иван Ценов (ОДС) печели на първи тур с 56% срещу Кръсто Спасов (БСП, БЗС Александър Стамболийски, ПК Екогласност, БКП Георги Димитров, БЕКП).
- 1995 – Иван Симеонов (Предизборна коалиция БСП, БЗНС Александър Стамболийски, ПК Екогласност) печели на първи тур с 60% срещу Борис Спасов (Обединена демократична опозиция).

## Транспорт
През общината преминава последният участък от 36,3 km от трасето на жп линията Мездра – Бойчиновци – Брусарци – Видин.
През общината преминават изцяло или частично 9 пътя от Републиканската пътна мрежа на България с обща дължина 134,4 km:
- началният участък от 33,2 km от Републикански път I-1 (от km 0 до km 33,2);
- началният участък от 10,7 km от Републикански път II-11 (от km 0 до km 10,7);
- началният участък от 7,2 km от Републикански път II-12 (от km 0 до km 7,2);
- началният участък от 14,7 km от Републикански път II-14 (от km 0 до km 14,7);
- началният участък от 17,6 km от Републикански път III-121 (от km 0 до km 17,6);
- последният участък от 6,4 km от Републикански път III-122 (от km 31,5 до km 37,9);
- целият участък от 14,4 km от Републикански път III-1221;;
- последният участък от 14,2 km от Републикански път III-1411 (от km 11,3 до km 25,5);
- последният участък от 16 km от Републикански път III-1413 (от km 9,1 до km 25,1).

## Топографска карта
- Лист от карта K-34-10. Мащаб: 1 : 100 000.
- Лист от карта L-34-142. Мащаб: 1 : 100 000.